# Церковь Святителя Тихона (Клин)
Церковь Святителя Тихона — храм Сергиево-Посадской епархии, расположенный в городе Клин Московской области. Первый храм в России, посвящённый Патриарху Тихону.

## История
В 1886 году было построено новое здание тюрьмы, в котором находилась домовая церковь в честь святителя Тихона Задонского. В 1907 году стараниями его настоятеля Сергия Щедрова, ктитора Сергия Воронкова был заложен отдельный каменный однопрестольный храм. Церковь решили строить в память об избавлении наследника-цесаревича Николая Александровича (будущего императора Николая II) от смертельной опасности во время его визита в Японию (Инцидент в Оцу). По этому поводу 28 сентября 1907 года государь прислал жителям города Клина благодарственную телеграмму, в которой повелел искренне благодарить строителей и жертвователей.
Храм возвели по проекту архитектора Cергея Шервуда (1858—1899). Здание нового храма было построено за пределами тюремного замка, к северо-востоку от него. Храм расположен алтарем на восток под углом к улице Тихая, таким образом, его главный фасад развернут в сторону въезда в город со стороны Волоколамска. Храм был стилизован храм под древнерусское зодчество XVI века. В нём заметны отличительные черты новгородской архитектуры — монументальность, простота, отсутствие излишней декоративности, а также и черты московской школы, выраженные в лёгкости колокольни, кокошниках, украшающих четверик. Кирпичное здание церкви состояло из двухсветного четверика — собственно храма, гранёной апсиды с востока, трапезной с невысокими крыльцами, притворами с севера и юга, и колокольни с запада. Четверик увенчан барабаном и главным куполом. В целом объём храма представляет динамическую композицию, устремлённую ввысь, это позволило использовать скромный декор: лопатки, карнизы, пояски из ниш, резные кресты, украшавшие углы четверика.
18 (31) октября 1909 года состоялось освящение храма, которое возглавил викарный епископ Серпуховской Анастасий (Грибановский). Новый храм приписали к Троицкому собору.
После перевода настоятеля храма священника Сергия Щедрова 8 сентября 1916 года на настоящее место определен священник Феодор Воскресенский и диакон Димитрий Покровский. Алексей Троицкий служил дьяконом в Тихоновской тюремной церкви города Клин до 1920 года. С 1915 года настоятелем церкви был протоиерей Владимир Востоков, известный публицист и общественный деятель право-монархического направления.
В 1924 году церковь святителя Тихона Задонского была закрыта советской властью. Престол, утварь и иконы первоначально перенесли в колокольню при Троицком соборе, а затем в Скорбященский храм, где и был освящен предел в честь свт. Тихона Задонского Чудотворца. Между тем, Троицкий собор и остальные храмы заняли «обновленцы». Единственным храмом в городе Клин, зарегистрированным за общиной православных верующих, был приписной к собору кладбищенский храм во имя иконы «Всех скорбящих радость».
В 1930-е годя в здании бывшей тюрьмы, прилегающих строений и церкви святителя Тихона, предварительно разрушив её лавку и колокольню, устроили общежитие работников завода «Химлаборприбор». Здесь были и стеклодувные мастерские, ближе к реке Сестре разместили красные казармы. В 1960-е годы храм приспособили под склад, а здание бывшей тюрьмы населили жильцами. Участник Великой Отечественной войны В. Жаровский, в 1980-е годы заместитель директора завода «Химлаборприбор» по быту вспоминает: «В 1982-83 гг. Горсовет производил снос частных жилых домиков, уже пустующих, было предложено убрать ПО „Химлоаборприбор“, так как они находились на его балансе. Генеральный директор ПО „Химлаборприбор“ Н. А. Сорокин, поручил организовать эту работу мне, так как я работал его заместителем по быту. Деревянные домики разобрали, а церковь было предложено взорвать. В Клину рабочих-подрывников не было, и я поехал в г. Высоковск. Там, в это время производились работы по взрыву старых казарм прядильно-ткацкой фабрики. При встрече с руководством мне сообщили, что наш заказ выполнить не могут и предложили вернуться к нему через 3-4 месяца. По истечении этого времени, по неизвестным причинам, исполком Горсовета на решении этого вопроса не настаивал, но и я личного рвения не проявлял. Не подумайте, что я хочу показать в этом какую-то свою заслугу — нет и ещё раз нет. Очевидно, как говорят, так было угодно Богу».
По воспоминаниям протоиерея Анатолия Фролова, к концу 1980-х, «в городе работал лишь один храм — в честь иконы Божией Матери „Всех скорбящих Радость“. Он был всегда переполнен. Однажды в 1989 году я присутствовал на освящении одного из первых восстановленных храмов в Москве, и меня это событие вдохновило. На ближайшей службе в Скорбященской церкви я сказал проповедь о том, как хорошо было бы восстановить из руин храм святителя Тихона Задонского. Отец Борис Балашов меня поддержал, а потом он взял инициативу в свои руки и умело направил работу в нужное русло. Так образовалась инициативная группа, которая стала бороться за открытие храма. Вопрос о передаче храма решался в то время на государственном уровне». В конце 1989 года остов храма и полуразрушенное здание тюрьмы были переданы церковной общине во главе со священником Анатолием Фроловым. Под руководством настоятеля жители города, а также узнававшие о храме москвичи и даже христиане из других стран с воодушевлением принялись за воссоздание храма. Для первых служб использовали трапезную часть храма: престол отгородили временной алтарной перегородкой, страшные на вид стены обтянули белой тканью.
17 января 1990 года по благословению митрополита Ювеналия (Пояркова), собором священников было совершено первое после закрытия освящение храма в честь святителя Патриарха Тихона. В освящении принимали участие протоиерей Владимир Воробьев, протоиерей Федор Соколов, протоиерей Александр Салтыков, протоиерей Дмитрий Смирнов, иерей Анатолий Фролов, протоиерей Аркадий Шатов, благочинный Клинского района протоиерей Борис Балашов. Престол был устроен в трапезной части храма. По воспоминаниям Сергея Чапнина: «Храм выглядел ужасно — изуродованный перестройками четверик из потемневшего кирпича прямо посередине городской свалки… <…> Вокруг настоятеля храма, тогда молодого священника <…> Анатолия Фролова собралась очень энергичная молодёжь. Вскоре мы объединились в братство. Мы восстанавливали храм и с огромным вдохновением занимались миссией».
Гостями прихода были наставники и проповедники протопресвитер Виталий Боровой, протоиерей Герасим Иванов, священник Глеб Каледа, протоиерей Михаил Фортунато. С лекциями выступал доктор церковной истории Дмитрий Поспеловский. Приход устанавливает духовные связи с православным благотворительным братством во имя Всемилостивого Спаса. Братство объединило духовные общины московских священников: Владимира Воробьёва, Аркадия Шатова, Димитрия Смирнова, Александра Салтыкова, Валентина Асмуса, служивших в Москве в храмах Николо-Кузнецком, царевича Димитрия при 1-й Градской (Голицинской) больнице, святителя Митрофана Воронежского. По благословению патриарха Алексия II при активной поддержке Братства создан Православный Свято-Тихоновский богословский институт. Иерей Анатолий Фролов преподает в Православном Свято-Тихоновском институте, и входит в состав Первого ученого совета.
30 сентября 1992 года по завершении реставрации алтаря и четверика, патриарх Алексий II возглавил освящение храма святителя Тихона Патриарха Всероссийского полным чином. Патриарх Алексий II подарил настоятелю храма Анатолию икону Божией Матери «Всех скорбящих радость с грошиками». В 1995 году по благословению митрополита Ювеналия в церкви святителя Тихона был освящен второй престол, в честь святителя Филарета Московского. В этом же году патриарх Алексий II второй раз посещает возрождённый храм.
В 1991 году начал свою работу духовно-миссионерский центр, было организовано Свято-Тихоновское братство. Издательство братства выпускало православную литературу, первые книги диакона Андрея Кураева, иеромонаха Илариона (Алфеева), справочник «Православная Москва». Всемирное содружество молодёжи «Синдесмос» в 1992 году выбрало приход святителя Тихона для проведения Международных консультаций по миссионерской деятельности. С 1992 по 1996 год выходила первая православная газета в Клину «Ковчег». Силами прихода в 1995 году в Клину была подготовлена и проведена научно-практическая конференция «Православие, современное общество и тоталитарные секты», в которой участвовали более 300 человек, ставшая первой антисектантской конференцией в Подмосковье
В октябре 2009 года праздновалось исполнилось 100-летие освящения храма. На престольный праздник 9 октября в храме святителя Тихона на его день памяти отслужили праздничную Божественную литургию.